# Episodi di Machos alfa (prima stagione)
La prima stagione della serie televisiva Machos alfa, composta da 10 episodi, è stata pubblicata in tutto il mondo da Netflix il 30 dicembre 2022.
| nº | Titolo originale                       | Titolo italiano                               | Pubblicazione    |
| -- | -------------------------------------- | --------------------------------------------- | ---------------- |
| 1  | En deconstrucción                      | In decostruzione                              | 30 dicembre 2022 |
| 2  | Lo que te absorbe es la vida           | È la vita che ti risucchia                    | 30 dicembre 2022 |
| 3  | Masculinidad tóxica                    | Mascolinità tossica                           | 30 dicembre 2022 |
| 4  | Hierbas ibicencas                      | Amaro di Ibiza                                | 30 dicembre 2022 |
| 5  | Heteroflexibles sensibles              | Eteroflessibili sensibili                     | 30 dicembre 2022 |
| 6  | La que has liado                       | Che hai combinato                             | 30 dicembre 2022 |
| 7  | ¿Cuándo lloraste por última vez?       | Quando è stata l'ultima volta che hai pianto? | 30 dicembre 2022 |
| 8  | Con lo bien que estábamos              | Andava tutto così bene                        | 30 dicembre 2022 |
| 9  | El Moisés de los machirulos            | Il Mosè dei maschilisti                       | 30 dicembre 2022 |
| 10 | O falla el temario o fallamos nosotros | Il programma è debole o lo siamo noi          | 30 dicembre 2022 |